# 2020年香港元旦大遊行
2020年元旦大遊行，是指香港民間人權陣線於反對逃犯條例修訂草案運動期間，在2020年1月1日發起的遊行，遊行以「毋忘承諾，並肩同行」為主題。遊行從維多利亞公園中央草坪為起點，遊行至遮打道行人專用區。這是民陣自2019年香港區議會選舉落幕後，第2次發起遊行。民陣聲稱遊行人數超過103萬，而警方則認為維園出發的人數為約6萬；如民陣資料属實，此遊行是歷年元旦遊行人數最高的一年。

## 遊行訴求
遊行仍然以五大訴求為主軸，並為香港政府向教育界「開刀」、花旗銀行凍結星火同盟資金及警察薪酬上調建議作出反對。

## 遊行前夕

### 假海報籲「全城裝修」
遊行前一日，由親中陣營主導的各種社交網站群組流傳一張遊行海報，將遊行主題改成「全城裝修」，部分人懷疑該海報是偽造的。於2019年12月30日，民陣收到警方通知，要求他們在記者會上澄清，否則或會被視作煽動相關犯罪行為。民陣副召集人陳皓桓強調該海報並非由民陣發出，但指自身作為「受害」一方，竟再被警方威脅，非常離譜，反指警方應該主動調查及拘捕違法人士，而非要求民陣澄清。他呼籲警方不要恐嚇示威者及遊行發起人。警察公共關係科總警司郭嘉銓於警方記者會上說，歡迎民陣「與暴力割席」，又呼籲當日大會不要為暴力行為掩飾美化。民陣再回應說他們針對的是假海報，是「與A貨割席」、「與警察的暴力割席」。

### 蒙面警截巴士趕乘客落車
下午1時許，警方在西區海底隧道往港島方向的西九龍入口、將軍澳寶康路、屯門公路往長青隧道、大埔吐露港公路等地附近設置路障，截停大量車輛。
其中於西區海底隧道，蒙面警察封了5條線，只剩下1條行車線供車輛經過，檢查路經的車輛，導致現場交通擠塞。其中有一輛城巴被截查時，防暴警上車要求車上大部份乘客下車，每輛都有約20人需要離開車廂，就連抱着嬰兒的市民亦被趕下巴士。有市民因為不滿警方的截查手法，被多名警員拘捕帶上警方小巴押走。

## 遊行經過

### 遊行提早出發
遊行原定下午3時起步，但下午2時左右已有大批市民於維園聚集，有部分市民戴上Pepe蛙、豬頭參與遊行，並在維園高喊「五大訴求」等口號，民陣遂宣布於下午2時40分起步。遊行起步後1個小時，仍有大批前往參與大遊行的市民仍在途中，港鐵轉車站月台擠滿大量候車乘客，乘客差不多要等4-5班列車才能上車。

### 民主派工會街站活動被阻

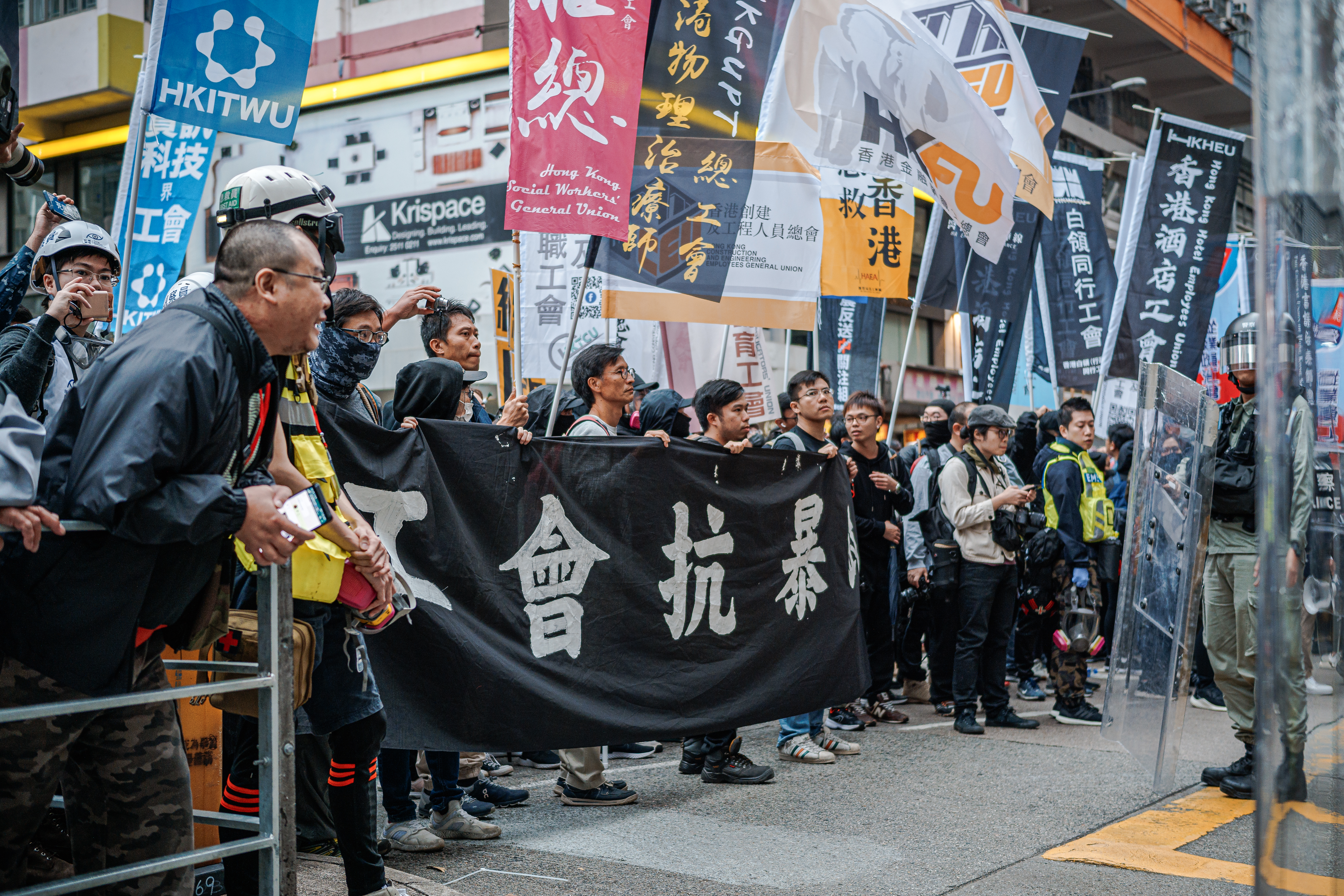
40個工會沿遊行路線擺設街站宣傳

今次遊行中，有40個工會沿遊行路線擺設街站宣傳，當中不少是新成立的工會，包括教育界「教育同行」、寵物界工會、香港航空業界聯合總會等。另外，「星火同盟」於軒尼詩道擺設街站，香港民族陣綫發言人梁頌恆及多名新上任的素人區議員為其站台。其中新任議員李文浩主動提到，不希望「星火停擺」，亦因應警方打壓，將以現金方式處理。此外，「612人道支援基金」亦於灣仔擺設街站募捐，受遊行人士踴躍支持。
但遊行開始前，突然有警察在修頓球場工會街站外用胡椒噴劑指向正在籌備街站的街站義工，企圖阻止當日開設街站的工會招收會員，同時截查一名黑衣男子。一名「200萬三罷工會聯合街站」義工在修頓球場內幫手摺文宣，但突然被防暴警察射胡椒噴霧及亂棍毆打，再被反綁雙手帶走。

### 示威者讓出電車路成「勇武」上前線通道
下午4時左右開始，遊行人士在高士威道以西漸漸讓出中央的電車路予「勇武」示威者快速前進以支援灣仔的警民衝突
；在旁另一條通道有人築起人鍊協助運送索帶、雨傘等物資；亦有遊行人士鼓掌感謝「勇武」，為他們打氣。

### 黑衣人士破壞及疑似警察冒充破壞

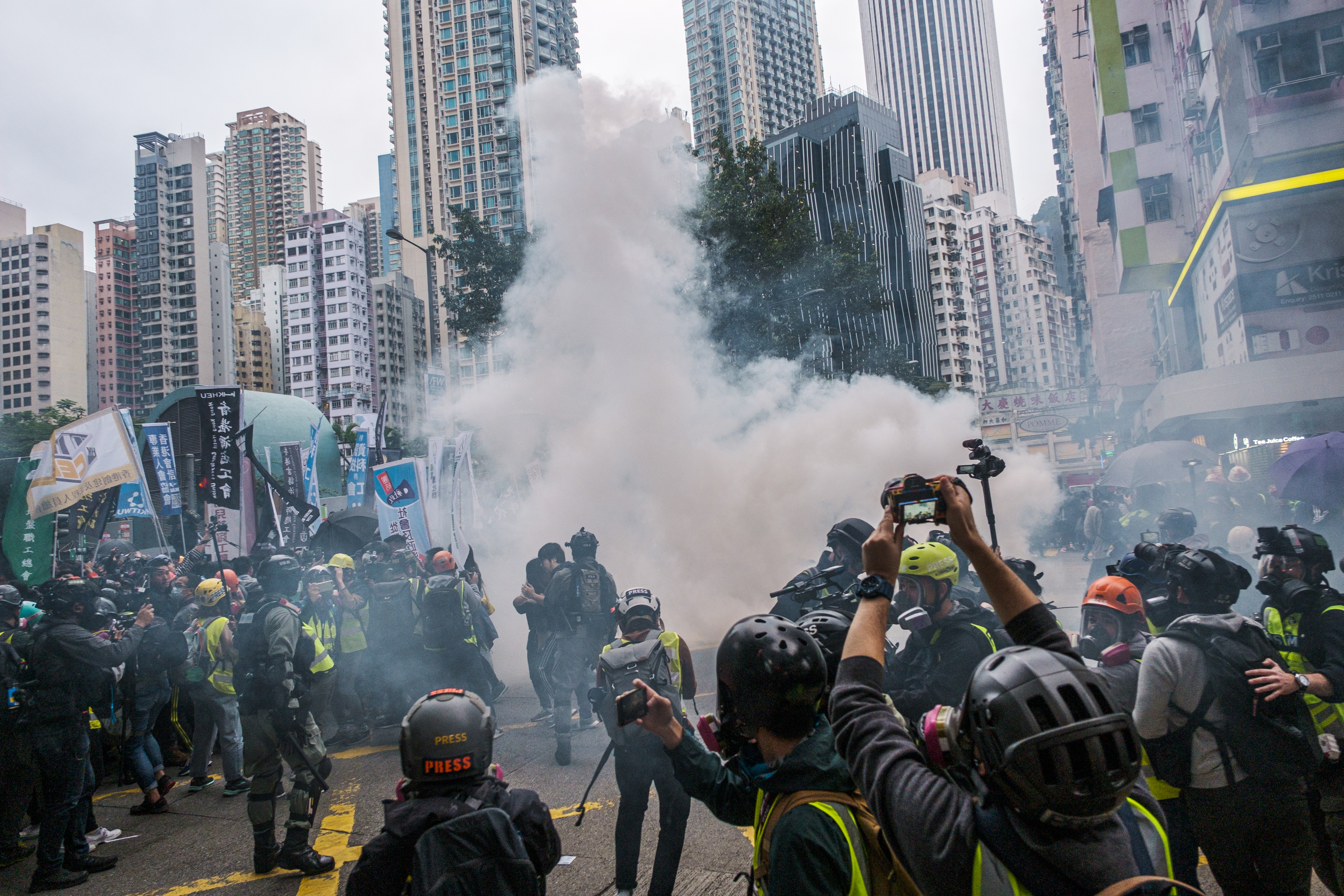
警察向示威者投擲手擲式催淚彈

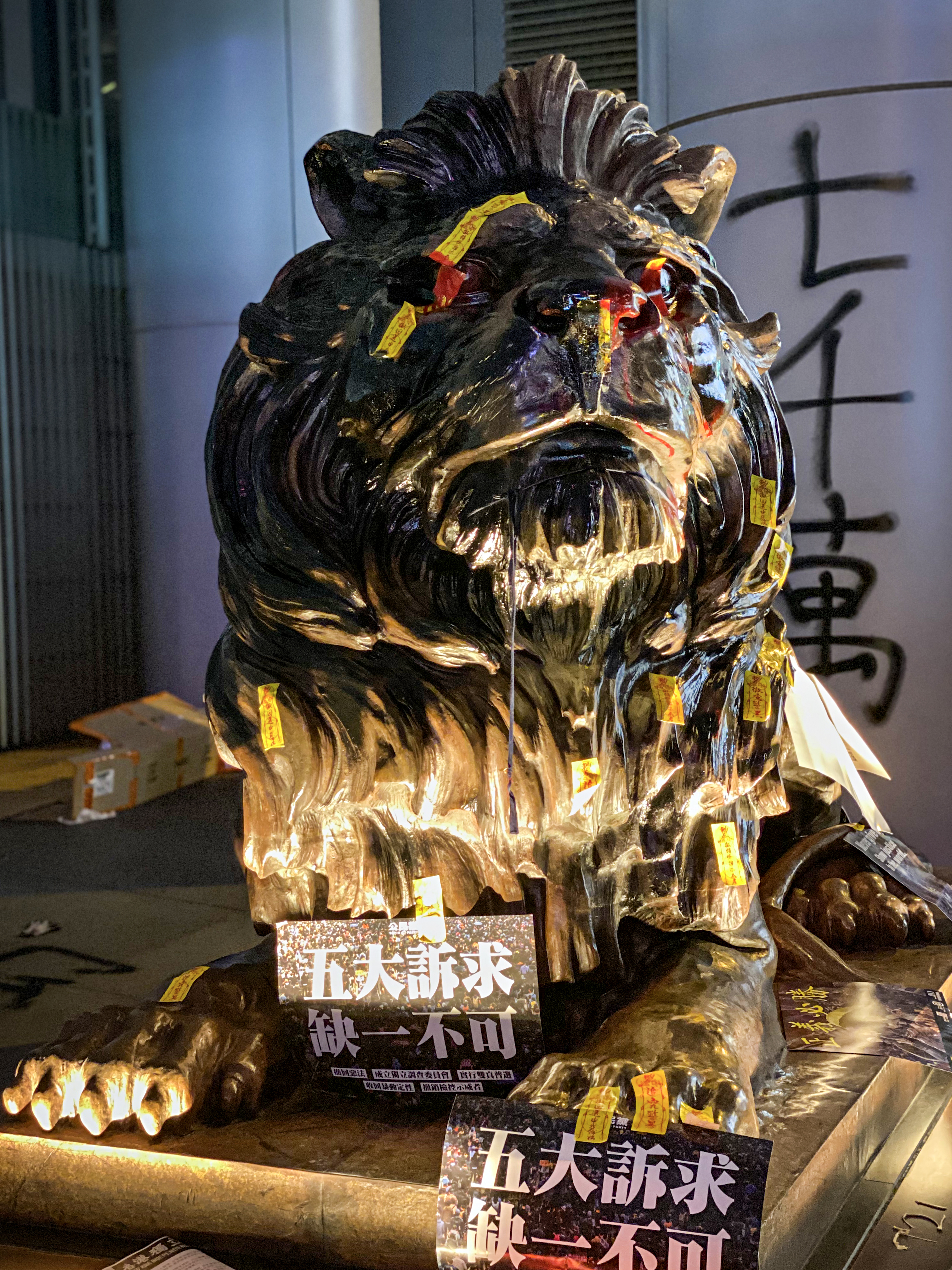
中環滙豐總行外的獅子銅像遭毀壞

下午4時左右，有黑衣人士擊碎灣仔滙豐銀行及花旗銀行玻璃，又於灣仔中國銀行、建設銀行分行圍封的木板上噴漆。多名便衣警員手持長槍，並制服並拘捕部分途緊該地的示威者；又多次以胡椒噴霧驅散示威者。示威者與其對峙，警察向示威者投擲手擲式催淚彈後向盧押道方向撤退。而示威者亦投擲數枚汽油彈。另外，灣仔杜老誌道中國人壽大廈和中環滙豐總行外的獅子銅像遭毀壞和淋上紅色油漆，之後獅子銅像更被縱火。有兩名蒙面人士打破中國人壽大廈的地面玻璃。遊行人士追問他們是否便衣警，二人見狀逃向一班防暴警察並高呼「自己人」，而警員見狀沒有執法拘捕二人。民陣召集人岑子杰亦指，兩人的舉動從民陣最近半年來所接觸的前線示威者並不同。立法會議員毛孟靜接受英國傳媒Sky News訪問時表示，元旦日遊行有兩名卧底警員搗亂商店，被和平示威人士揭發後，立刻跑到警方防線高叫是警方的人。有網民不滿毛孟靜言論，發起向警務處處長鄧炳強發電郵行動，認為警方必須盡快向Sky News澄清，並要求毛孟靜提供證據，「否則追究起誹謗、抹黑警察責任。」

### 警察腰斬遊行及限定短時間内解散
下午5時33分左右，警方通知民陣要立即終止遊行及集會，並限定於下午6時15分解散所有於遊行路線內的市民。民陣呼籲遊行人士盡快離開，但有示威者選擇留守。在維園草地的市民隨即四散，並往灣仔及銅鑼灣方向前進。天后有大批遊行人士繼續遊行；亦有部分遊行人士向炮台山方向離開。而修頓外有遊行人潮續往向中環方向前進。

### 警方在銅鑼灣一帶「大圍捕」286人

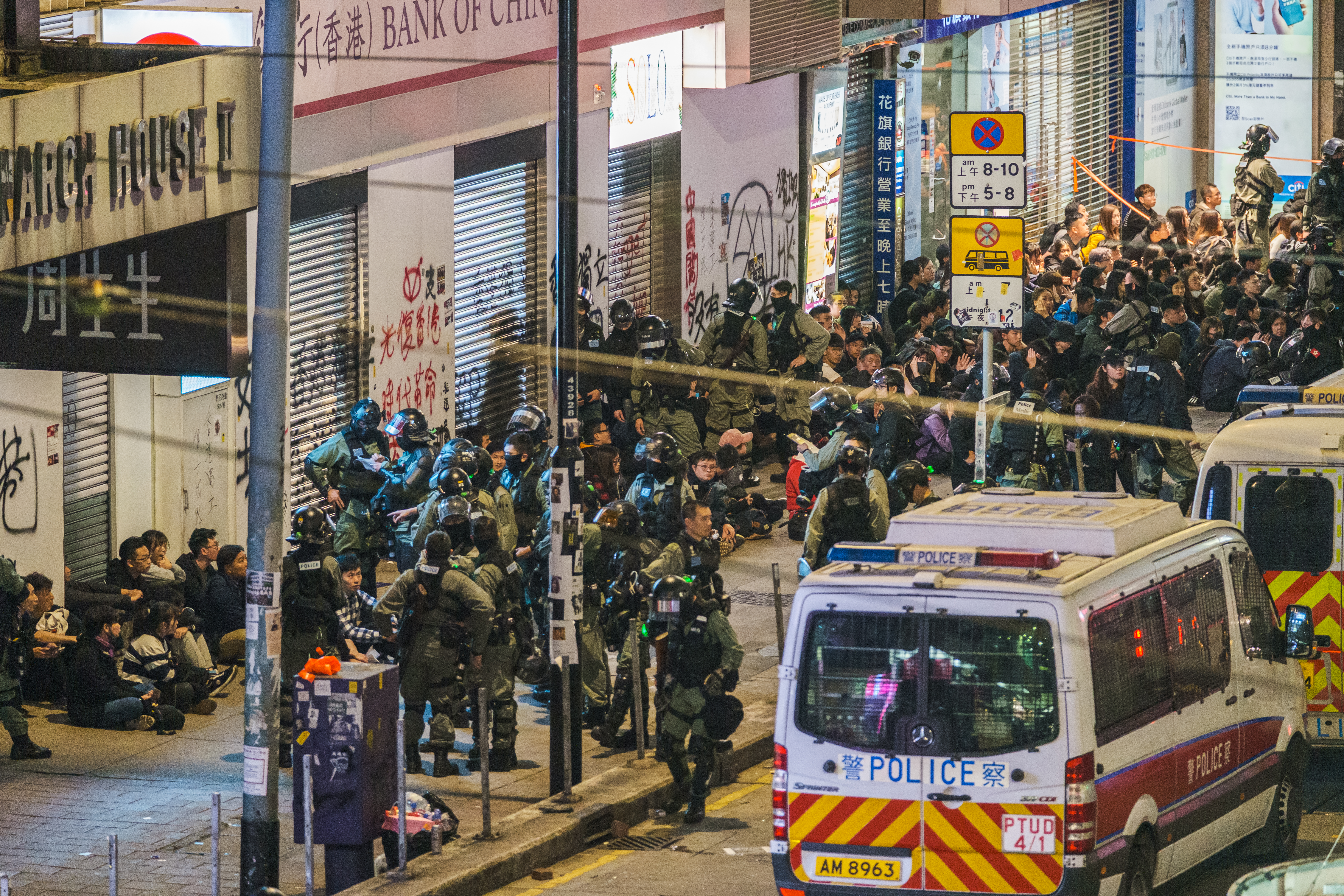
晚上，警方在銅鑼灣軒尼詩道一帶進行「大圍捕」，有464人被截查，286人被捕

晚上，警方在銅鑼灣軒尼詩道一帶進行「大圍捕」，有464人被截查。最後釋放177人，286人涉嫌非法集結被捕，年齡介乎14歲至81歲，涉嫌「非法集結」，案件交由港島總區重案組跟進。被捕人士包括兩名消防員，一名公立醫院醫生和一名見習海關關員。其中240人獲准保釋，3月下旬向警方報到。

### 遊行人數
民陣指參與遊行的人數超過103萬，警方則指於維園出發及等候的約有6萬人。民陣批評警方的估算「荒謬得只能欺騙警方自己，完全沒有公信力可言」。

## 遊行後衝突和拘捕行動

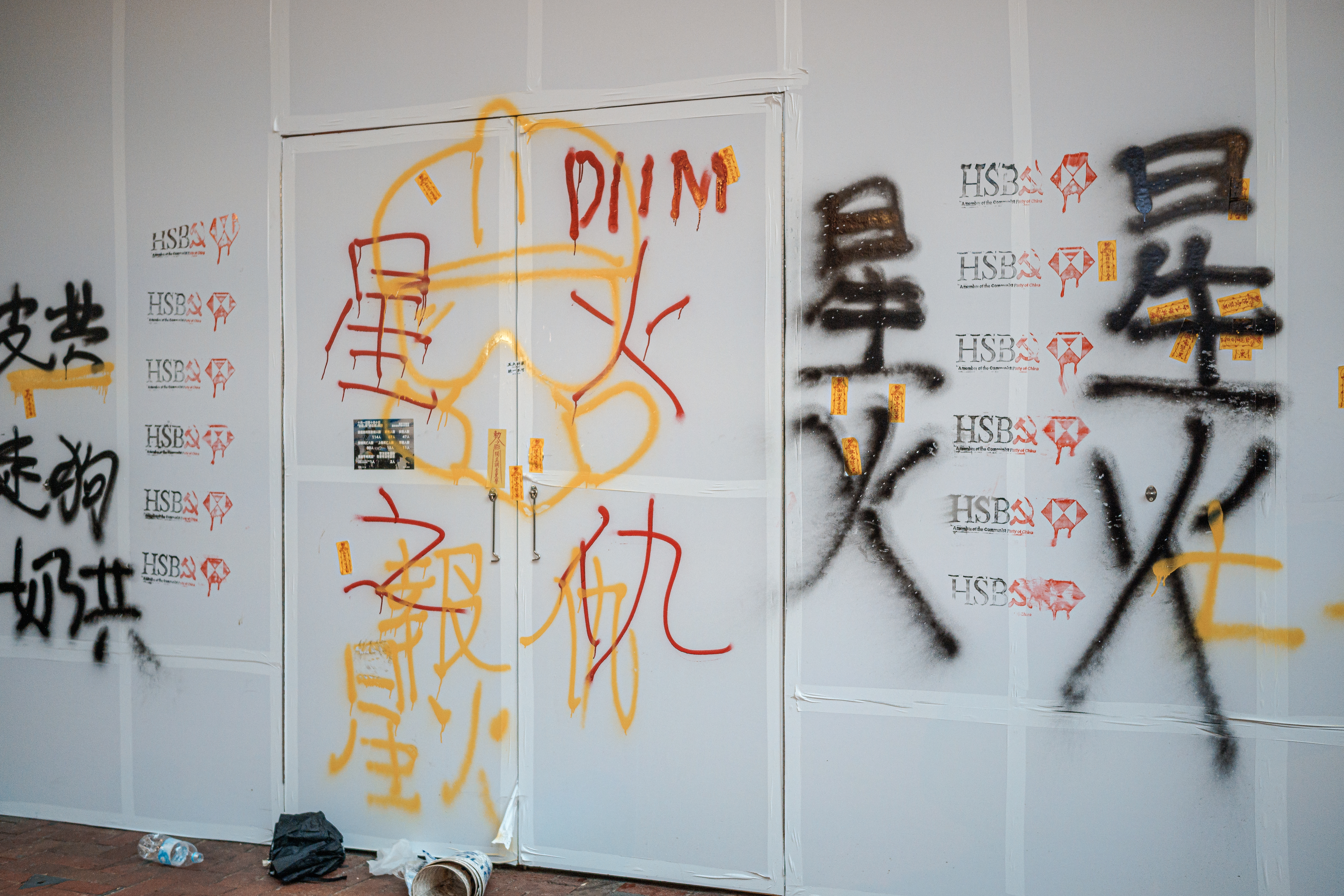
示威者在汇丰银行大门上喷涂侮辱性标语

警方宣布終止遊行後，防暴警察於鵝頸橋底驅趕及截查市民。中環亦有示威者用雜物堵塞德輔道中和畢打街，並破壞畢打街的交通燈。有示威者在高等法院外用噴漆寫上「彭寶琴 紅底官 DLLM」、「法治已死」等字句。
晚上約6時許，警方在無警告下突然施放胡椒噴霧，多名記者中招，又向有大批遊行人士的軒尼詩道發放多枚催淚彈，引起市民強烈不滿。
傍晚近7時，警方在灣仔軒尼詩道近修頓出動水炮車驅散示威者，並舉起藍旗。有示威者破壞中環地鐵站出入口鐵閘、花旗銀行、交通銀行和匯豐櫃員機。晚上近8時，有示威者破壞星巴克咖啡店、優品360和中資集團華潤旗下的太平洋咖啡，玻璃窗門、玻璃櫃和收銀機等都被毀壞。
同一時間，警方則於灣仔、銅鑼灣等地戒備。
晚上約8時多，警方施放約五發防暴槍驅散，並包抄崇光百貨至花旗銀行外圍，約200人被拘捕，又擴大封鎖線阻止傳媒拍攝。其後安排兩架大型旅遊巴接走大批被捕市民。

## 警察行動爭議

### 許智峯元旦遊行後遭警近距離噴椒

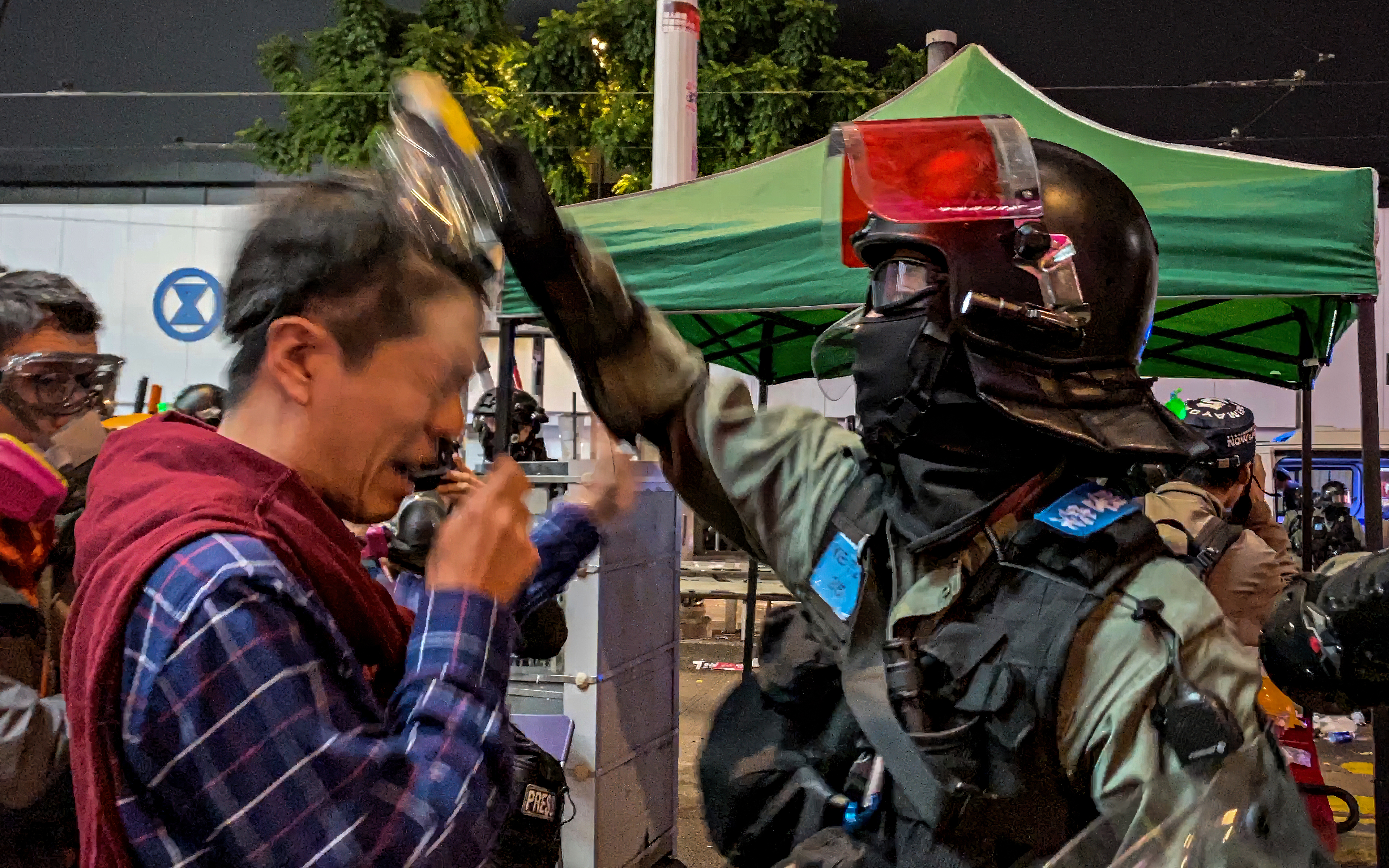
防暴警員手持胡椒噴劑，近距離指向立法會議員許智峯。許智峯事後向投訴警察課投訴，不過投訴警察課回覆稱所有投訴不成立，而監警會亦同意結論。

晚上約7時許，警方水炮車在銅鑼灣發射水柱及在怡和街舉黑旗警告，並施放催淚彈。民主黨立法會議員許智峯在記者及警方防線中間，警方卻指責許智峯，「管返好你後面嘅市民啦！」有一名防暴警員手持胡椒噴劑，近距離指向許智峯，許智峯不斷後退，但遭警扯開眼罩再被近距離噴胡椒噴劑。許智峯事後向投訴警察課投訴。到2021年4月13日，投訴警察課回覆稱所有投訴不成立，涉事警員被列為「並無過錯」，當中亦包括警員沒有展示委任證，以及佩戴「警察，勁揪」的臂章的投訴，監警會亦同意結論。

### 截查行動爭議
遊行前後合共有約400人在銅鑼灣被拘捕，部分被捕市民被警察侮辱，被要求跪下及雙手放頭，但最終因證據不足而被釋放。另外，有不少被捕市民「罰企」逾2小時均無警員進行搜查，即使現場至少有60個防暴警察及傳媒聯絡隊成員，但他們只在旁邊未有協助搜查工作。警方更無視市民要去洗手間的生理需要。部分市民強忍一小時才獲批准如廁，更有一些市民最終被迫要「就地解決」，極不人道，致使現場遺下一樽樽尿液，令市民無辜蒙羞。

### 北角警署混亂情況
於北角警署現場，行人路被警方以圍封，水馬更佔據了整條行人路，結果大量市民被逼站出馬路，但警察反而警告市民站回行人路，不要堵塞道路，引發雙方一度口角。
於警署內，有被捕者因不肯解鎖電話，而遭警員「質個頭入馬桶」。被捕者提出要求聯絡家人，亦遭到警察刻意拖延處理。
當晚入夜後，仍有大批親友在北角警署外苦候被捕人士獲釋。翌日早上，由於天氣轉涼，有家屬帶備禦寒衣物希望交予被捕者，但遭到警察阻攔。
民主黨立法會議員鄺俊宇表示，警方於扣留時間上以「落口供」才開始計算「48小時時限」，但警察刻意拖延開始落口供，有部分被拘留人士實質扣留時間已超過48小時，超過法律上限。

### 強迫被捕人士換衣
有被捕人士表示，自己路經遭圍捕，被帶上警署後，警方要求換上灰色衫褲方可離開。

### 虐待患精神病的被捕者
有患精神病的被捕者在拘留期間已表明有殘疾人士登記證，三次向警員要求服藥及入院被拒，更被警員斥是「玩嘢」、「多餘」，期間警察甚至對其作出人身攻擊。有受害人最終在被捕 30 小時才獲釋放，其後出現抑鬱狀態及惡夢，需要會見心理輔導及加重新藥的劑量。曾任輔警的律師林正文指，警方早在2018年5月向立法會稱，指所有前線警員均已接受對處理 MIP 的培訓，但警方漠視有關人士請求，是違反多條警隊守則及指引。另外，有被捕人士的上司嘗試送藥到警署亦遭拒。

### 拘捕和遊行無關人士
有路過市民只是購物、吃飯、逛街或圍觀，但在未聽到警方警告下在街頭被捕，多名獲釋者均指警方「絕對係濫捕」。，被捕人士當中甚至有些是親建制派支持者。
另外，亦有記者表明身份後仍然被捕，而且被蒙面警胡椒噴眼襲擊。SocREC 社會記錄頻道其後發表聲明，對警方無理粗暴手法作出譴責。

## 被捕和提堂
當日有約400人被捕，其中銅鑼灣軒尼詩道一帶的「大圍捕」有286人涉嫌非法集結被捕，年齡介乎14歲至81歲。
一名便衣警在旺角尾隨示威者拍照時，引起在場人士不滿，之後被多人圍毆，引致頭顱出血。涉案男侍應和經理原裁定襲警罪成，監禁3個月。律政司不服刑期過輕，提出刑期覆核。2021年2月25日，高等法院上訴批准覆核申請，並將量刑起點大幅提高至12個月，酌情扣減後改判各被告監禁10個月。兩人原本已經服刑完畢，須要重返監獄。法官彭偉昌聽到律政司的解釋後，表示「黑衣人係咩一回事，個個都知！」，其後表明不需直接證據，因為當日港島到旺角的遊行都有廣泛報道。
1名26歲地盤工人在2020年底被捕，被控於2020年1月1日，在旺角山東街與通菜街交界與其他人士襲擊在正當執行職務的警務人員19597及與另一人襲擊警員10879，被控一項襲警罪及一項普通襲擊罪。2022年5月18日在西九龍裁判法院提堂，被告暫毋須答辯，裁判官把案押後至7月13日再訊，以待辯方向控方索取文件及給予被告法律意見，期間被告准以一萬港元保釋候訊。到2023年4月24日判刑當日，辯方求情指被告年幼失去父親，他畢業後成為一家之主，家庭經濟支柱。辯方明白控罪及案情嚴重，但希望法庭量刑時考慮他初犯，有良好背景，已上寶貴一課。不過裁判官施祖堯指被告屬「領頭人」角色，而背景報告顯示沒悔意，判被告監禁14個月。
4名男女（33歲至71歲）在跑馬地及西營盤被搜出對講機、鐳射筆及氣槍等物品，4人早前承認無牌設置或維持電訊設施罪，其中1人另承認無牌管有無線電通訊器具罪。經審訊後，在2022年11月28日，西九龍裁判法院裁判官劉綺雲裁定所以被告管有攻擊性武器及仿製火器罪罪成，形容無線電引致的潛在風險是嚴重及廣泛，非監禁式的刑罰不足以反映嚴重性，最後判處監禁12星期至15個月。

## 回應
- 民間人權陣線：對於警方腰斬元旦遊行及濫捕，又要求於短時間內疏散過百萬遊行市民，作出強烈譴責，批評警方相關言論是充滿謊言、誤導及分化香港人。[63]對於警察要求被捕市民跪下及雙手放頭後，民陣亦批評是侮辱市民。[26][27]
- 民權觀察：指責警察做法違反國際人權公約，又指出聯合國及歐洲人權法庭都曾指出，在一個整體和平的遊行集會，如有一小撮人在遊行集會中作出不和平或暴力的行為，警方有責任制止有關行為，但不應以此作為解散整個和平集會的原因。[63]民權觀察亦強烈譴責警方濫捕人權觀察員及扣查攝影器材，要求警方立即釋放3名被捕觀察員。[64][65]
- 香港科技大學社會科學部副教授成名：港府的認受性、權威性、支持度，已因為警方行使過份的武力對付和平的示威者而破產，近日又以接近白色恐怖的手段逼支持反修例運動的人噤聲，觸發市民怒吼。若不回應民間訴求，問題就不會獲得解決，市民「絕對唔係投降」，而且把抗爭形式進化至另一層次。[66]
- 滙豐银行：滙豐發言人表示，強烈譴責這幾天接連破壞銀行服務及相關設施的不當及無理行為，個別自動櫃員機和銀行設施因此需要暫時停止服務。發言人指，首要考慮是客戶和員工的安全，對客戶構成的不便深感抱歉，並會盡快復修受影響設施[67]。
- 民主黨許智峯回應自己被防暴警扯開眼罩及近距離噴胡椒噴霧，指這些蓄意襲擊，出於洩憤和仇恨，又批評江永祥就繼續包庇同事。[68]
- 法律組織法夢：引述歐洲人權法院於 2008 年的 Samoilă and Cionca v Romania 一案，指警察強迫被捕人士換上灰衫褲做法完全違反基本人權，尤其是無罪假定及免受「有辱人格待遇」的權利。[69]
- 花旗銀行: 譴責暴徒破壞銀行分行導致嚴重影響社會經濟運作及極度無理行為，全力支持香港警察清場行動,並會凍結或終止支持尋求民主自由人士帳戶資產。

### 香港政府及法定機構
- 香港警察：警方指下午4時半有人開始大肆破壞銀行及咖啡店，又有人向警員擲硬物及在灣仔一帶堵路，經評估後遊行無可能在安全情況下進行，於是要求民陣終止遊行，強調已有時間讓和平理性的人士離開。[70]對於有說法誣蔑破壞行為乃警察所為，警方對意圖抹黑警隊的言論予以強烈譴責及深表遺憾。[71]不過，港島總區（行動）高級警司吳樂俊承認有部分人並無涉違法行為但亦被警方拘捕。[72]
- 律政司：律政司表示有示威者在高等法院外寫上批評一名法官的字句，作出人身攻擊及辱罵，會嚴重損害法院的權威及打擊公眾對司法制度的信心，予以強烈譴責，任何人如不服案件裁決，應透過現行制度提出上訴，法庭不會偏幫任何一方。[73]
- 香港金融管理局：金管局譴責連串破壞香港銀行設施的暴力行為，指表達意見應以和平方式進行，而且不應影響市民正常使用銀行服務。[74]
- 香港特區政府：特區政府深夜發表聲明，對當日有示威者在遊行期間及之後作出的暴力及違法行為，以及有示威者公然對法官作出人身攻擊及辱罵，予以強烈譴責，警方定必依法嚴肅追究[75]。